# Liste der Monuments historiques in Préveranges
Die Liste der Monuments historiques in Préveranges führt die Monuments historiques in der französischen Gemeinde Préveranges auf.

## Liste der Bauwerke
| Bezeichnung | Beschreibung                     | Standort                | Kennzeichnung | Schutzstatus | Datum | Bild |
| ----------- | -------------------------------- | ----------------------- | ------------- | ------------ | ----- | ---- |
| Haus        | Erbaut Ende des 19. Jahrhunderts | 2 rue des Écoles (Lage) | PA18000008    | Inscrit      | 1997  |      |

## Liste der Objekte
- Monuments historiques (Objekte) in Préveranges in der Base Palissy des französischen Kultusministeriums